# 국제법 학회

국제법 학회 로고

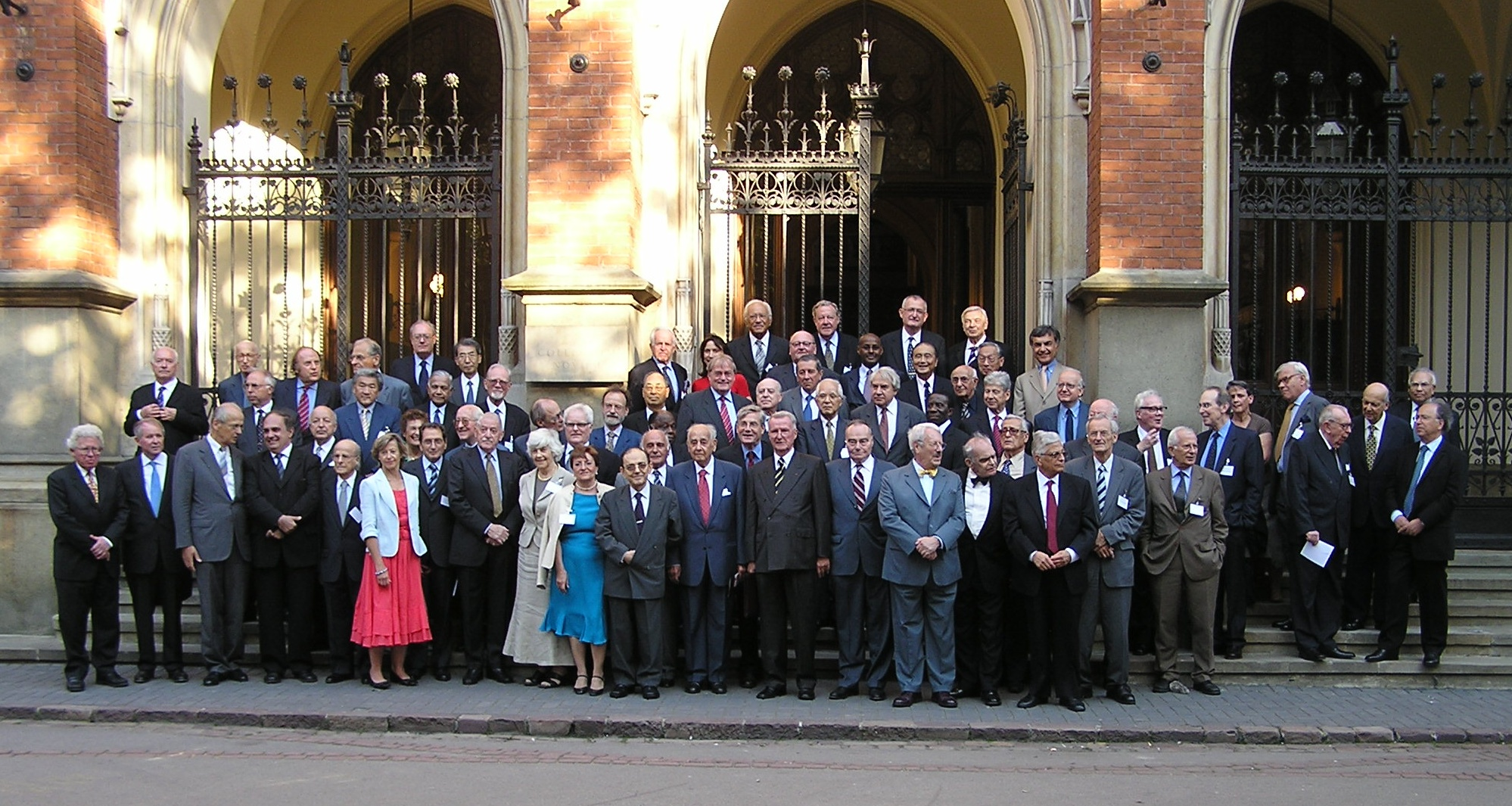
2005년 크라쿠프 회의에 참석한 국제법 학회 회원들

국제법 학회(國際法學會, Institut de Droit International)는 국제법의 연구와 발전을 목적으로 하는 기구이다. 1873년 9월 8일 벨기에 헨트에서 설립했으며 1904년 노벨 평화상을 수상했다.